# Wapen van Bergschenhoek

Wapen van Bergschenhoek

Het wapen van Bergschenhoek werd op 24 juli 1816 aan de Zuid-Hollandse gemeente Bergschenhoek in gebruik bevestigd. De gemeente is op 1 januari 2007 opgegaan in de gemeente Lansingerland. Na deze datum is het wapen van Bergschenhoek komen te vervallen.. Een van de twee achtpuntige sterren uit het wapen en de parelkroon zijn overgenomen in het wapen van Lansingerland.

## Blazoenering
De blazoenering van het wapen luidde als volgt:
Van zilver beladen met een keper en verzeld en chef van 2 achtpuntige sterren en en pointe van eene roos, alles van keel, op de punt des kepers eene halve maan van goud.
Het schild is wit (zilver), met daarop een keper, met erboven twee achtpuntige sterren en eronder een roos. In de punt van de keper staat een gouden wassenaar.
N.B.:
- Het schild is gedekt met een kroon met acht parels.
- De roos is in het wapenregister op een ongebruikelijke manier getekend. Meestal heeft een heraldische roos vijf bladeren. Deze roos heeft er acht.

## Geschiedenis
Bij de aanvraag in 1815 meldde de burgemeester aan de Hoge Raad van Adel dat het wapen was aangetroffen in een kerkraam en dat de oorsprong ervan onbekend was. Er zijn van Bergschenhoek historisch diverse wapens bekend. Bergschenhoek is vrij jong. De grond is rond 1500 ontstaan door vervening en pas in de zeventiende eeuw is het dorp gesticht. Bestuurlijk viel Berschenhoek tot aan de oprichting van de gemeente onder Hillegersberg.

## Verwant wapen

Het wapen van Lansingerland